# تفکیک (شیمی)

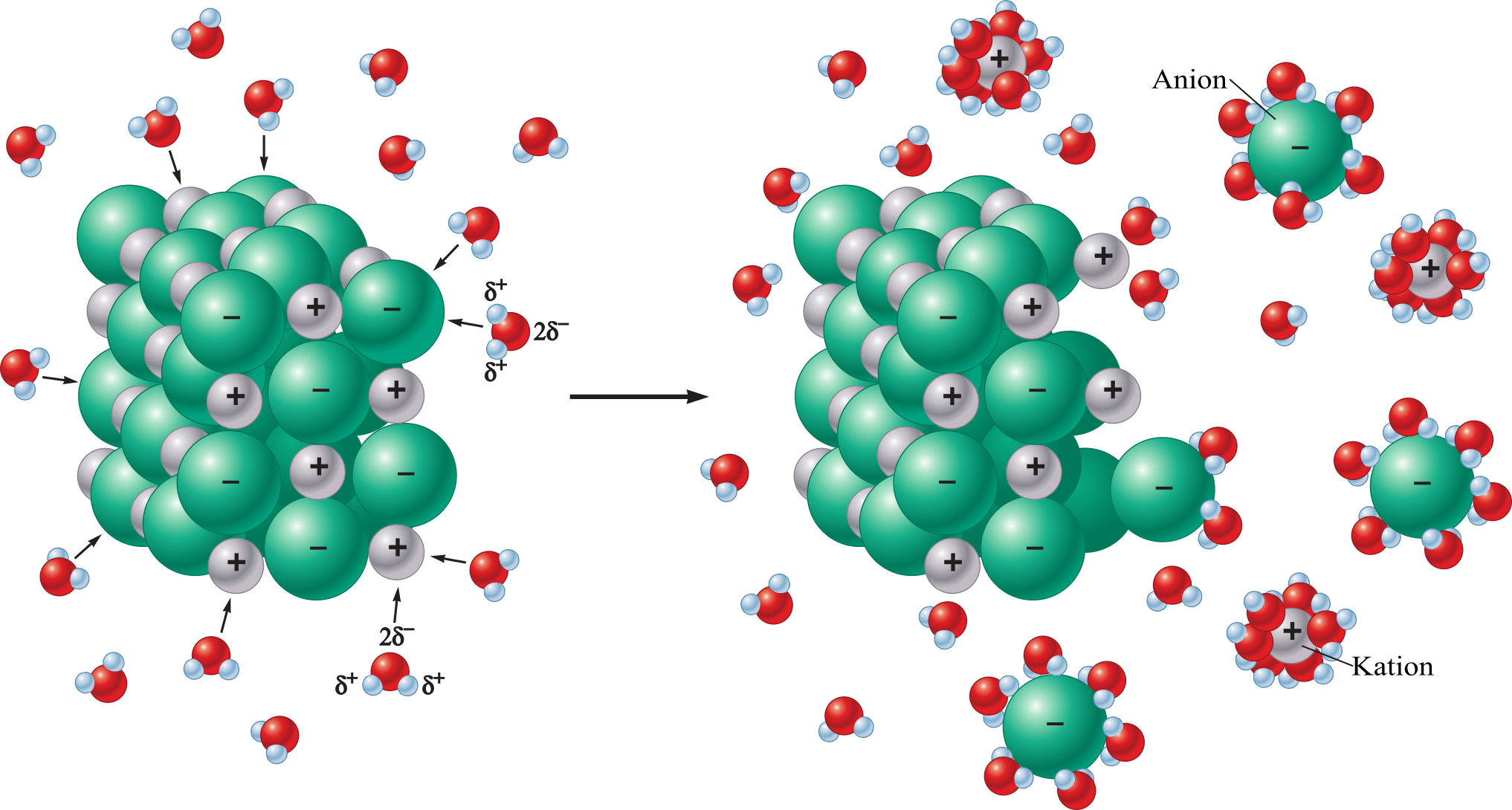
تفکیک (شیمی)

در شیمی و بیوشیمی، تفکیک (به انگلیسی: Dissociation)، فرآیندی کلی‌ است که در آن مولکول‌ها (یا ترکیبات یونی چون نمک‌ها یا کمپلکس‌ها) اغلب به صورت برگشت‌پذیر به ذرات کوچکتری چون اتم‌ها، یون‌ها، یا رادیکال‌ها تجزیه می گردند. به عنوان مثال، زمانیکه یک اسید در آب حل می گردد، پیوندی کووالانسی بین یک اتم الکترونگاتیو و اتم هیدروژن، توسط شکافت ناهم‌کافت شکسته شده، که منجر به تشکیل یک پروتون (+H) و یک یون منفی می گردد.

## ثابت تفکیک
برای تفکیک‌های برگشت‌پذیر در یک تعادل شیمیایی:
{\displaystyle {\ce {AB <=> A + B}}}
ثابت تفکیک Kd، نسبت ترکیب تفکیک شده به تفکیک نشده است:
{\displaystyle K_{d}=\mathrm {\frac {[A][B]}{[AB]}} }
که در آن براکت‌ها نشانگر غلظت مواد اند.